# Caudron C.690
Caudron C.690 là một loại máy bay huấn luyện phi công tiêm kích một chỗ, được phát triển tại Pháp vào cuối thập niên 1930.

## Biến thể
- C.690:
- C.690M:

## Quốc gia sử dụng
Pháp
- Armee de l'Air

 Nhật Bản
 Liên Xô

## Tính năng kỹ chiến thuật (C.690M)

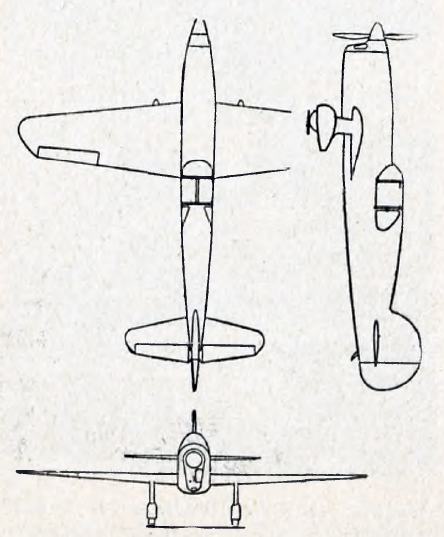
Caudron C.690

Đặc điểm tổng quát
- Kíp lái: 1
- Chiều dài: 7,82 m (25 ft 8 in)
- Sải cánh: 7,70 m (25 ft 3 in)
- Chiều cao: 2,60 m (8 ft 6 in)
- Diện tích cánh: 9,0 m2 (97 ft2)
- Trọng lượng rỗng: 672 kg (1,482 lb)
- Trọng lượng có tải: 1,050 kg (2,315 lb)
- Powerplant: 1 × Renault 6Q-05, 164 kW (220 hp)

Hiệu suất bay
- Vận tốc cực đại: 370 km/h (230 mph)
- Tầm bay: 1,100 km (684 dặm)
- Trần bay: 9,700 m (31.825 ft)
- Vận tốc lên cao: 11 m/s (2,165 ft/phút)